# Crinitz
Crinitz település Németországban, azon belül Brandenburgban. Lakosainak száma 1134 fő (2023. december 31.).

## Népesség
A település népességének változása:
| Lakosok száma | 1196 | 1182 | 1165 | 1149 | 1134 |
|               | 2017 | 2019 | 2021 | 2022 | 2023 |